# Aspidophorodon harvensis
Aspidophorodon harvensis är en insektsart som beskrevs av Krishna K. Verma 1967. Aspidophorodon harvensis ingår i släktet Aspidophorodon och familjen långrörsbladlöss. Inga underarter finns listade i Catalogue of Life.